# سارا چوت سیرس
سارا چوت سیرس (انگلیسی: Sarah Choate Sears; ۵ مهٔ ۱۸۵۸ – ۲۵ سپتامبر ۱۹۳۵) عکاس و کلکسیونر اهل ایالات متحده آمریکا بود.